# Anton Tausz
Anton Tausz d. Jüngere (auch: Tauss, Tauß, Thauss) (* 1826 in Großpetersdorf; † 11. April 1903 ebenda) war ein österreichischer Orgelbauer.

## Leben
Anton Tausz d. J. erlernte den Orgelbau in der Tischler- und Orgelbauerwerkstätte seines Vaters Josef Tausz in Großpetersdorf. Als sein Vater 1865 starb, war Anton Tausz trotz seines Alters von 39 Jahren noch immer Orgelbauergeselle. Am 21. Juli 1875 heiratete er Karoline Supper (* 1834 in Pinkafeld). Da Tausz katholisch und seine Frau reformiert war, fanden Traugottesdienste nach beiden Riten statt, Karoline musste aber der katholischen Erziehung aller eventuellen Kinder zustimmen. 1903 starb Anton Tausz an einem Schlaganfall, mit ihm erlosch diese Orgelbauerdynastie. Tausz’ Wirken konzentrierte sich auf das südöstliche Burgenland.

## Werke
| Jahr           | Ort                    | Gebäude                                 | Bild | Manuale | Register | Bemerkungen                                                           |
| -------------- | ---------------------- | --------------------------------------- | ---- | ------- | -------- | --------------------------------------------------------------------- |
| 1861–1862      | Holzschlag (Bgld)      | Evangelische Pfarrkirche Holzschlag     |      | I/P     | 7        | nicht erhalten, bis 1937 in Verwendung                                |
| 1862           | Kaisersdorf            | Pfarrkirche Kaisersdorf                 |      | I/P     | 7        |                                                                       |
| 1864           | Großpetersdorf         | Katholische Pfarrkirche Großpetersdorf  |      |         |          | Restaurierung der Orgel von Josef Hotsch, nicht erhalten              |
| 1874           | Nagygeresd/Ungarn      | evangelische Kirche                     |      | I/P     | 11       |                                                                       |
| 1875           | Großpetersdorf         | Evangelische Pfarrkirche Großpetersdorf |      | I/P     |          | Anton Tausz erweitert diese Orgel 1875 um ein Pedal                   |
| 1879           | Miedlingsdorf          | Pfarrkirche Miedlingsdorf               |      | I/P     | 4        |                                                                       |
| 1879           | Heiligenbrunn          | Pfarrkirche Heiligenbrunn               |      | I/P     | 8        |                                                                       |
| 1880           | Grafenschachen         | Pfarrkirche Grafenschachen              |      | I/P     | 9        | Orgel wegen Entfernung des Spieltisches unbrauchbar                   |
| 1883           | Zalatárnok, Ungarn     | Pfarrkirche                             |      | I/P     | 9        |                                                                       |
| 1886           | Rotenturm an der Pinka | Kath. Pfarrkirche                       |      | I/P     | 13       | gilt als eine der schönsten Orgeln von Anton Tausz                    |
| 1887           | Kisnarda               | Kath. Pfarrkirche                       |      | I/P     | 5        |                                                                       |
| 1893           | Eisenzicken            | Filialkirche St. Sebastian              |      | I/P     | 5        | 1893 für die evang. Kirche in Holzschlag errichtet, 1948 transferiert |
| 1894           | Jabing                 | Pfarrkirche Jabing                      |      | I/P     | 8        |                                                                       |
| Ende 19. Jhdt. | Pilgersdorf            | Pfarrkirche Pilgersdorf                 |      | I/P     | 10       | wesentliche Teile noch im Originalzustand erhalten                    |